# Congrés de Nova Caledònia
El Congrés de Nova Caledònia és l'assemblea legislativa de Nova Caledònia. És l'hereva d'un llarg passat institucional i, al llarg de la història del Territori, ha tingut molts noms i maneres de funcionament: Consell General de 1885 a 1957, Assemblea Territorial de 1957 a 1985 i després al Congrés Territorial de 1985 a 1999. La seu es troba a Boulevard Vauban, 1 de Nouméa centre de la ciutat.

## Forma d'elecció
El congrés és elegit cada cinc anys alhora que les Assemblees de les províncies. Té 54 membres, elegits per les assemblees provincials, a raó de set membres de l'assemblea de les Illes Loyauté, 15 de l'assemblea de la Província del Nord i 32 de la Província del Sud.

## Funcionament intern

### President
El president del Congrés és elegit pels membres d'aquesta institució durant la sessió d'obertura de cada període anual de sessions. Si cap candidat per a aquest càrrec rep una majoria absoluta de vots (28 vots) en les dues primeres votacions, n'hi ha prou amb una majoria relativa a la 3a volta. Aquesta elecció es renova anualment, en l'obertura de cada període de sessions.

### Govern
El govern està format pel President, 8 vicepresidents, 2 secretàries i 2 questors. El vice-presidents, secretaris i els qüestors són elegits d'una llista interna, de representació proporcional.

### La Comissió Permanent
És elegit també anualment entre els seus membres i amb representació proporcional dels grups elegits de les llistes fetes per ells. Es compon d'11 membres que nomenen un president, un vicepresident i un secretari. Aquesta comissió es reuneix després de les sessions del Congrés a fi de votar certs texts reglamentaris (deliberacions) de les àrees delegades a la institució, i no pot votar ni les lleis del país ni les de pressupost.

## Funcions i Competències

### Vot de les lleis territorials i de les competències transferides
El Congrés és l'òrgan legislatiu del Territori. Vota les lleis territorials per majoria absoluta, que li són presentades pel govern a proposta d'un o més electes del Congrés. També es vota per majoria de tres cinquenes parts les transferències de competències de l'Estat al Territori.

### Elecció del govern de Nova Caledònia i el seu control
Al començament de cada mandat, el Congrés elegirà per votació de llistes presentades pels partits polítics representats, el Govern de Nova Caledònia, després de determinar el nombre de membres (entre 5 i 11). El Govern actual, sorgit arran de les darreres eleccions provincials el 6 de juny de 2009, està integrada per 11 membres, entre els 7 elegits d'una llista comuna no independentista (3 de Calédonie ensemble, 3 Reagrupament-UMP i un LMD), 3 sobre la llista batejada FLNKS dominada per Unió Caledoniana (2 d'UC i un del FLNKS proper a UC) i un per la llista UNI-Palika. El Congrés pot enderrocar el govern pel vot d'una moció de censura per majoria de dos terços.

## Llista de presidents del Congrés
- Dick Ukeiwé (RPCR) (1985-1988)
- Albert Etuve (RPCR) (1988-1989)
- Simon Loueckhote (RPCR (1989-1995)
- Pierre Frogier (RPCR) (1995-1997)
- Harold Martin (RPCR) (1997-1998)
- Simon Loueckhote (RPCR) (1998-2004))
- Harold Martin (Avenir ensemble) (2004-2007)
- Pierre Frogier (Reagrupament-UMP) (2004-2009)
- Harold Martin (Avenir ensemble) (2009 - 2011)
- Rock Wamytan (FLNKS) (2011-2012
- Gérard Poadja (Calédonie ensemble) (2012-)